# Gauke GmbH – Verlag für Sozialökonomie
Die Gauke GmbH – Verlag für Sozialökonomie mit Sitz in Kiel war ein deutscher freiwirtschaftlicher Verlag. Der Verlag gab unter anderem die Werke von Silvio Gesell und die Zeitschrift für Sozialökonomie heraus.

## Geschichte
Unter der Bezeichnung Chr. Gauke Verlag begann Christoph Gauke im Jahr 1971 seine Tätigkeit als Verleger. In den 1970er Jahren befand sich der Verlagssitz in Scheden, in den 1980er Jahren in der Stadt Hann. Münden. Als „Gauke GmbH Verlag“ wurde das Unternehmen am 27. Juli 1980 eingetragen. Der Verlag hatte, bevor er sich ganz auf die Sozialökonomie konzentrierte, ein breit gefächertes Programm an Sachbüchern, Belletristik und Lyrik.
Im Jahr 1980 ging das Programm der Verlagsedition Dittmer in den Gauke Verlag ein. Im Bereich der Poesie pflegte Gauke seitdem unter anderem ein Sortiment deutschsprachiger Dichtung, die sich an der japanischen Lyrik orientierte. Hier gab der Schriftsteller Carl Heinz Kurz bei Gauke mehrere Reihen zu Haiku, Renga, Senryū und Tanka heraus. Auch Literaten wie Rainar Nitzsche, Albrecht Zutter und Horst Tress erschienen im Gauke Verlag. Der Verlag gab jährlich mit Gauke’s Jahrbuch eine umfangreiche Anthologie heraus. Unter den Sachbuchautoren im Verlagsprogramm fanden sich in den 1980er Jahren der österreichische Philosoph Volker Zotz und der deutsche Wirtschaftsanalytiker Helmut Creutz.
Altersbedingt wurde die Verlagstätigkeit 2021 eingestellt, die einstige Verlagshomepage ist lediglich noch eine digitale Visitenkarte. Es wird dort auf den Metropolis (Verlag) verwiesen, der nun die Verlags-"Bestseller" betreue, doch sind auf dessen Homepage keine Titel zum Themenkreis Freiwirtschaft/Freigeld zu finden.